# Kanton Lindlar
Der Kanton Lindlar war ein Kanton im Arrondissement Mülheim am Rhein im Département Rhein im Großherzogtum Berg.

## Geschichte
Mit Bildung des Großherzogtums Berg durch Napoleon wurden die französischen Verwaltungsstrukturen auf das Großherzogtum übertragen. Das alte bergische Amt Steinbach wurde in zwei Kantone aufgegliedert, Lindlar kam zum Arrondissement Mülheim. Der Kanton bestand aus den Kirchspielen Lindlar, Engelskirchen, Hohkeppel und Overath, aus denen durch die Gemeinde-Verwaltungs-Ordnung vom 18. Dezember 1808 die drei Mairien (Bürgermeistereien) Lindlar, Engelskirchen und Overath gebildet worden waren.
Nach dem Wiener Kongress wurde das Großherzogtum an Preußen angegliedert. Während die Mairien weitestgehend als Bürgermeistereien erhalten blieben, wurde der Kanton Lindlar aufgelöst. Die nachfolgende Verwaltungseinheit wurde der Kreis Wipperfürth.